# Шарена гнојиштарка
 Шарена гнојиштарка  (лат. Coprinus picaceus), нејестива гљива, расте у влажним буковим и грабовим шумама, лети и у јесен.
- Шешир: пречника 5-8 см, висине 4-6 цм., најпре јајастог, затим звоноликог изгледа, смеђесивкаст или црнкаст са белим крпицама, растопи се у црну боју. Ивица се подвће уназад.
- Листићи: сивоцрни, слободни, растопиви, доста густи.
- Дршка: 3-8 цм. висока, бела, витка, дно гомољасто, шупља. Покривена ситним белим љуспама.
- Месо: бело, растопљиво, непријатног мириса.
- Споре у маси црне. Величине: 14−18×10−12µm[1]

## Галерија
- Coprinus picaceus
- Coprinus picaceus
- Coprinus picaceus
- Coprinus picaceus
- Coprinus picaceus
- Coprinus picaceus
- Coprinus picaceus